# Проспект Нефтяников
Проспект Нефтяников (азерб. Neftçilər Prospekti; прежние названия: набережная Александра II, набережная Губанова, проспект Сталина) — проспект в Баку. Проходит вдоль береговой линии, отделяя городские кварталы, в том числе исторический район Ичери-шехер, от набережного парка.

## История
В начале XX века вдоль Набережной улицы Баку от пристани пароходного общества «Кавказ и Меркурий» и до Садовой улицы (улица Ниязи) располагались лавки иранских купцов, где велась оптовая торговля сухофруктами.
В советское время носила имя революционера-большевика Фёдора Губанова, Сталина (до 1961 года).

## Примечательные здания и сооружения
- Офис государственного нефтяного фонда
- д. 1 — Four Seasons Hotel Baku
- д. 9 — Международный центр мугама
- д. 99 — Девичья башня (Гыз галасы)
- д. 36 — Театр кукол им. А. Шаига
- Музейный центр
- д. 26А — Дворец ручных игр
- Дом правительства
- Бакинский порт
- Port Baku towers
- отель Hilton
- гостиница Апшерон

## Известные жители
д. 67 — «Жилой дом учёных». Здесь жили певец народный артист СССР Рашид Бейбутов, литературовед и критик Джафар Хандан, советский и азербайджанский государственный и партийный деятель, учёный-нефтяник Энвер Алиханов, Заслуженный пилот СССР Нуреддин Алиев, учёный-литературовед заслуженный деятель науки Мир Джалал Пашаев, академики Шир-Али Мамедов, Ильяс Абдуллаев, Муса Алиев, Юсиф Амензаде, Кошкар Ахмедов, Рза Бадалов, Касым Гюль.
д. 69 — Музаффар Абуталыбов
д. 87 — Сафтар Кулиев, Митат Абасов.
д. 89 — Азад Эфендизаде
д. 93 — советский и азербайджанский государственный и партийный деятель Н. Насруллаев (мемориальная доска)
В д. 103 (Дом Гаджинского) в ноябре-декабре 1944 года во время своего визита в Баку останавливался Шарль де Голль (мемориальная доска). Здесь же жил президент АН АзССР (1947—1950; 1958—1961) академик Юсиф Мамедалиев (мемориальная доска)

## Галерея
- Девичья башня
- д. 103, мемориальная доска в память о пребывании Ш. де Голля
- д. 103, мемориальная доска Ю. Мамедалиеву